# Kriegerdenkmal Golben

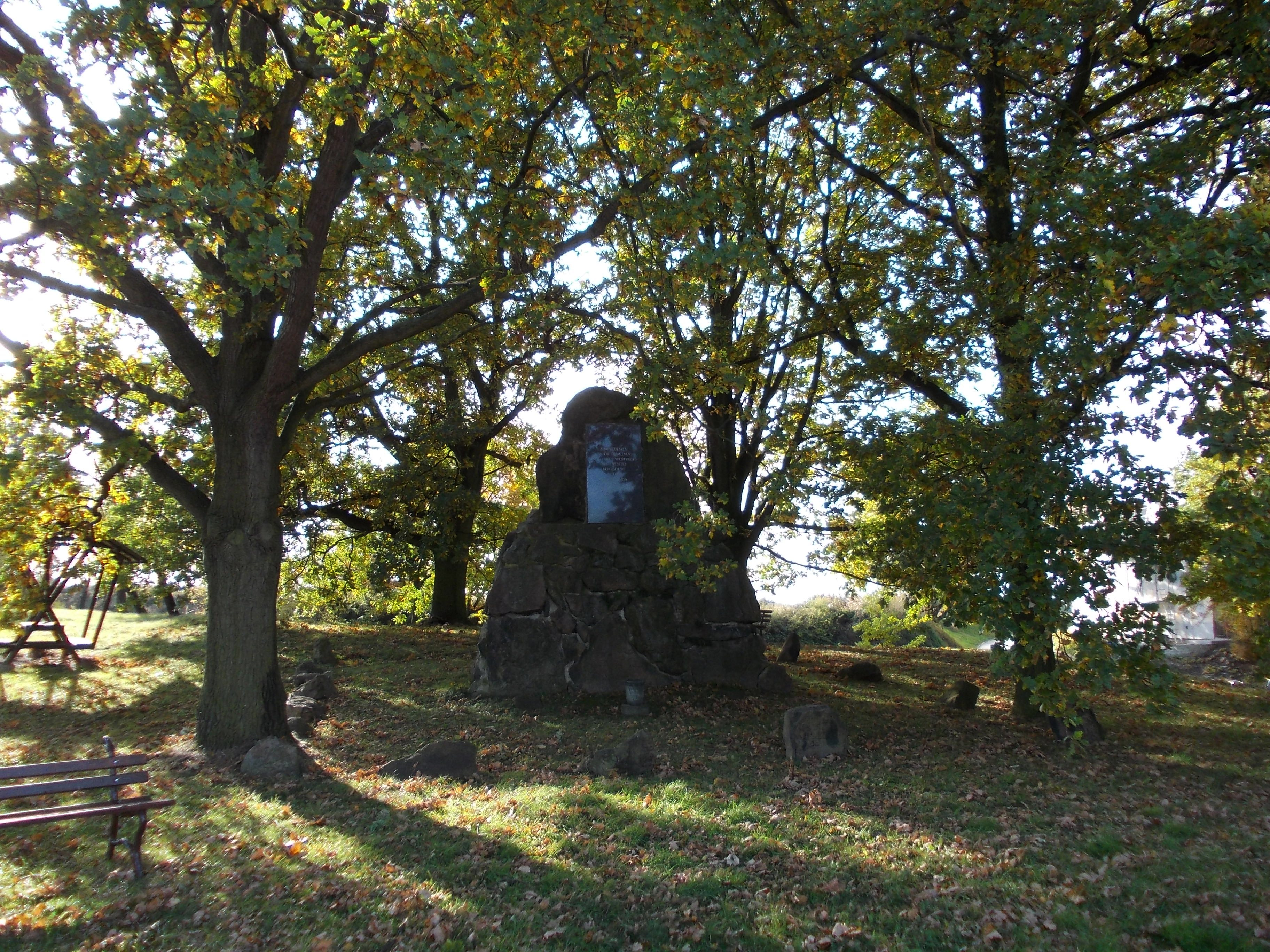
Kriegerdenkmal in Golben

Das Kriegerdenkmal Golben ist ein denkmalgeschütztes Kriegerdenkmal in der Ortschaft Golben des Ortsteiles Bergisdorf der Gemeinde Gutenborn in Sachsen-Anhalt. Im örtlichen Denkmalverzeichnis ist der Gedenkstein unter der Erfassungsnummer 094 85517 als Baudenkmal verzeichnet.
Das Denkmal der Gefallenen des Ersten Weltkriegs, eine Stele aus unbehauenen Feldsteinen, in die eine Gedenktafel eingelassen ist, steht am südlichen Ortsrand. Die Gedenktafel trägt die Inschrift Den Helden aus dem Weltkriege 1914-18 zum Gedächtnis Ihrem Andenken zu Ehren gewidmet von der Gemeinde Golben sowie die Namen der Gefallenen.

## Quelle
- Kriegerdenkmal Golben, abgerufen am 5. September 2017.